# ادمار مارتینز
ادمار مارتینز (انگلیسی: Edymar Martínez؛ زادهٔ ۱۰ ژوئیهٔ ۱۹۹۵) مجری، مدل و ملکه زیبایی اهل ونزوئلا است.
او در پنجاه و پنجمین دور رقابت‌های انتخاب دوشیزه بین‌الملل که در توکیوی ژاپن برگزار شد به عنوان دوشیزه بین‌الملل در سال ۲۰۱۵ انتخاب شد.